# McCulloch Aircraft Corporation
La McCulloch Aircraft Corporation fu una divisione della McCulloch Motors Corporation. McCulloch acquistò la Helicopter Engineering Research Corp. nel 1951. Produssero due innovativi motori per elicotteri il rotore tandem MC-4 e l'autogiro J-2.
I diritti del MC-4 vennero rivenduti al suo inventore, Drago Jovanovich, nel 1957. I diritti del J-2 vennero venduti alla Aero Resources di Gardena (California) nel 1974.